# Тюленев, Виталий Иванович
Тюленев Виталий Иванович (28 февраля 1937, Ленинград — 25 августа 1997, Санкт-Петербург) — советский живописец, график, Заслуженный художник РСФСР (1984), член Санкт-Петербургского Союза художников (до 1992 года — Ленинградской организации Союза художников РСФСР).

## Биография
Тюленев Виталий Иванович родился 28 февраля 1937 года в Ленинграде.
В 1949 году в двенадцать лет Виталий Тюленев становится учеником знаменитой ленинградской Средней художественной школы (ныне художественный лицей имени Б. В. Иогансона). Увлечение рисованием помогло будущему художнику сделать первый самостоятельный шаг к выбору своего пути. Подготовке, которую получали тогда её ученики, могли бы позавидовать выпускники иных художественных институтов и академий.
В 1956 Тюленев окончил Среднюю художественную школу и поступил в Ленинградский институт живописи, скульптуры и архитектуры имени И. Е. Репина на факультет живописи. Занимался у Петра Фомина, Виктора Орешникова. В 1962 году он оканчивает институт по мастерской профессора Евсея Моисеенко. Дипломная работа — жанровая картина «Первая борозда». В одном выпуске с Виталием Тюленевым институт окончили Валентин Вильдгрубе, Анатолий Ивасенко, Владислав Левант, Юрий Павлов, Юрий Пенушкин, Олег Татарников и другие талантливые молодые художники.
После окончания института в 1962—1966 годах Виталий Тюленев продолжил обучение в творческой мастерской Академии художеств СССР под руководством профессора В. М. Орешникова. В 1963 г. он впервые участвует во Всесоюзной художественной выставке «Физкультура и спорт в изобразительном искусстве», проходившей в Москве. С 1964 года постоянно участвовал в выставках, экспонируя свои работы вместе с произведениями ведущих мастеров изобразительного искусства Ленинграда. Писал пейзажи, портреты, жанровые композиции, работал в технике масляной живописи и акварели. Среди показанных на выставках произведений этого периода картины «Рассвет», «Серебряные города», «Весна в деревне Остров», «Ледоход» (все 1964), «В школу» (1964), «Весенний ковёр» (1965), «Плотогоны», «Тёплый вечер», «Ливни» (все 1967) и другие.
После окончания творческой мастерской Виталий Тюленев в 1966—1972 годах преподавал в Ленинградском институте живописи, скульптуры и архитектуры имени И. Е. Репина, однако затем оставил педагогическую работу и всецело посвятил себя осуществлению творческих замыслов. Главная тема его будущих произведений вызревала постепенно из впечатлений детства и юности, из ранних мальчишеских увлечений, переросших уже в зрелые годы в неизбывную тягу к общению с природой.
В работах Виталия Тюленева традиционное натурное письмо в конце 1960-х сменяется сочинёнными композициями, населёнными образами из прошлого, из детских и юношеских лет, и объединёнными в плоскости картины вопреки законам времени и пространства. Их отбор, монтаж обусловлены авторским мировосприятием и поэтическим чутьём. Начиная с 1971 года в некоторых картинах художника появляется новый лирический герой — мальчишка-подросток, поэтическая натура, которому доверено представлять позицию автора в его «странствиях во времени» в пространстве холста. Этот приём использован в работах «Лето» (1971), «Голуби», «На плоту», «Улица детства» (все 1972), «Первые стихи» (1973), «Белая ночь» (1974) и других.
Позже, обращаясь к извечным вопросам о смысле бытия, о конфликте поколений и драматических поворотах в судьбах Отечества художник станет вводить в ткань произведений в качестве такого героя условный образ своих родителей, а также некий отстранённый образ, наделённый некоторым внешним сходством с автором, как, например, в работе «Полночь» (1990). Собственно цвет и колорит при этом утрачивают самодостаточную ценность, образуя некую зыбкую отстранённую среду, некий живописный эквивалент времени, из которого проступают образы-символы, складывающиеся в тексты и послания.
Среди произведений Виталия Тюленева, представленных на крупнейших выставках 1970—1990 годов, работы «Ира» (1971), «Лесное озеро», «Первые стихи» (обе 1973), «Журавли. 1 Мая в деревне Косово» (1975), «Платок из Рима» (1975), «Селькор» (1976), «Разговор с Лениным» (1977), «Город на двоих», «Северная столица» (обе 1978), «Зажигающая берёзы» (1979), «Корзина с рыжиками» (1980), «Антоновские яблоки» (1980), «Поздние рыбаки» (1980), «Берёзовый сок» (1981), «Вечер в лесничестве» (1982), «Семейный альбом» (1983), «Тревожное время» (1984), «Мороз и солнце» (1985), «Зимний вечер», «Опавшие яблоки» (обе 1988), «Семейный портрет», «Полночь» (обе 1990), «Светлой памяти кобылы Римки» (1993), «Осень» (1995) и другие.
Виталий Тюленев был членом Санкт-Петербургского Союза художников (до 1992 года — Ленинградской организации Союза художников РСФСР) с 1964 года. В 1984 году он был удостоен почётного звания Заслуженный художник РСФСР. Его персональные выставки были показаны в Ленинграде (1991) и Петербурге (1997, 2008).
В. Тюленев был одним из участников Группы «Одиннадцати». Группа наиболее ярких представителей «левого ЛОСХа» объединилась для участия в двух выставках, в 1972 и 1976 году. В группу входили также Завен Аршакуни, Валерий Ватенин, Ярослав Крестовский, Герман Егошин, Борис Шаманов, Виктор Тетерин, Валентина Рахина, Евгения Антипова, Леонид Ткаченко, Константин Симун, художников поддерживал также искусствовед Л. В. Мочалов. Выставки прошли в выставочном зале Союза Художников России на Охте.
Скончался в Санкт-Петербурге 25 августа 1997 года на 61-м году жизни.
Произведения В. И. Тюленева находятся в Государственном Русском музее, Государственной Третьяковской галерее, в музеях и частных собраниях в России, Германии, КНР, Великобритании, Франции, США, Италии и других странах.

## Выставки
- 1964 год (Ленинград): Ленинград. Зональная выставка.
- 1965 год (Ленинград): Весенняя выставка произведений ленинградских художников.
- 1965 год (Москва): Советская Россия. Вторая Республиканская художественная выставка.
- 1967 год (Москва): Советская Россия. Третья Республиканская художественная выставка.
- 1968 год (Москва): Всесоюзная художественная выставка "На страже Родины", посвящённая 50-летию Вооруженных сил СССР .
- 1971 год (Ленинград): Наш современник. Каталог выставки произведений ленинградских художников 1971 года.
- 1972 год (Ленинград): По Родной стране. Выставка произведений ленинградских художников.
- 1973 год (Ленинград): Осенняя выставка произведений ленинградских художников.
- 1974 год (Ленинград): Весенняя выставка произведений ленинградских художников.
- 1975 год (Ленинград): Наш современник. Зональная выставка произведений ленинградских художников.
- 1976 год (Ленинград): Портрет современника. Пятая выставка произведений ленинградских художников.
- 1976 год (Москва): Изобразительное искусство Ленинграда.
- 1977 год (Ленинград): Выставка произведений ленинградских художников, посвящённая 60-летию Великого Октября.
- 1978 год (Ленинград): Осенняя выставка произведений ленинградских художников.
- 1980 год (Ленинград): Зональная выставка произведений ленинградских художников.
- 1980 год (Ленинград): Выставка «Петербург — Петроград — Ленинград в произведениях русских и советских художников».
- 1988 год (Ленинград): Выставка произведений живописи художников Российской Федерации "Интерьер и натюрморт".
- 1997 год (Санкт—Петербург): Связь времён. 1932—1997. Художники — члены Санкт-Петербургского Союза художников России.
- 2006 год (Санкт—Петербург): Время перемен. Искусство 1960-1985 в Советском Союзе.